# Franklin Automobile Company
La Franklin Automobile Company è stata una casa automobilistica statunitense che è stata attiva dal 1902 al 1934 a Syracuse, nello Stato di New York. Era famosa per le sue auto di lusso con motore in alluminio raffreddato ad aria.

## Storia
Herbert H. Franklin, prima di avviare l'omonima casa automobilistica, fondò nel 1893 la H. H. Franklin Manufacturing Company, una fonderia che produceva componenti automobilistici tramite pressofusione. Nel 1901 Herbert Franklin assunse l'ingegner John Wilkinson, a cui fu affidato il compito di progettare motori raffreddati ad aria. Franklin decise infatti di iniziare a produrre autovetture complete.
Nel 1902 fu realizzato il primo modello e nel contempo la divisione dell'azienda da lui capitanata che si occupava di autovetture fu denominata Franklin Automobile Company. Wilkinson fu nominato direttore tecnico. Il primo modello Franklin era economico e di piccole dimensioni; nel 1902 ne furono venduti 13 esemplari ad un prezzo di 1.100 dollari. Fu il primo modello statunitense con motore a quattro cilindri. Infatti le vetture in commercio all'epoca erano dotate di motori monocilindrici e bicilindrici. Il primo motore a quattro cilindri prodotto dalla Franklin, oltre ad essere raffreddato ad aria, era valvole in testa.
Negli anni seguenti la Franklin introdusse altri modelli, la cui categoria di appartenenza spaziava dalle vetture sportive alle berline. Negli anni la compagnia crebbe notevolmente, passando dai 65 lavoratori impiegati in un unico capannone nel 1902, ai 3.200 lavoratori impiegati in 18 capannoni nel 1921. La Franklin diventò poi famosa per le sue auto di lusso, che erano tutte caratterizzate da un motore in alluminio raffreddato ad aria. I modelli del marchio costavano un po' meno delle vetture Packard e Cadillac, ed erano in diretta concorrenza con le Buick, le Hudson e le Jordan. Durante la prima guerra mondiale, la Franklin convertì temporaneamente i propri impianti alla produzione bellica e produsse componenti per motori aeronautici Rolls-Royce.
A conflitto terminato, la Franklin tornò alla produzione civile. Nel 1920, la casa automobilistica statunitense decise di effettuare un cospicuo taglio dei prezzi di vendita delle vetture. Per ottenere questo risultato, il management della Franklin decise di ridurre di dimensione i modelli prodotti. Ciò fu una risposta alla Ford, che da qualche anno aveva drasticamente ridotto i prezzi delle vetture grazie all'introduzione della catena di montaggio. Nel 1921, un modello Franklin veniva completato nelle linee produttive in 13 minuti. In questi anni lo stabilimento di Syracuse subì ripetuti ampliamenti.
La casa automobilistica di Syracuse entrò in crisi nel 1927 a causa di alcuni problemi finanziari. La situazione precipitò poi con l'avvento della Grande depressione, nel 1929.  Nel 1931, ad esempio, la compagnia registrò una perdita di un milione di dollari. Ciò fu anche causato da investimenti sbagliati. Ad esempio, nel 1930, la Franklin lanciò sui mercati un grande motore V12 raffreddato ad aria che si rivelò un flop totale: dei modelli che lo montarono, ne furono venduti solo 200 esemplari.
La Franklin fu quindi una delle aziende che fallirono a causa della Grande Depressione, destino che condivise anche con altri gruppi automobilistici che producevano auto di lusso. La Franklin chiuse definitivamente i battenti nel 1934.

## I volume produttivi
Gli esemplari prodotti dalla Franklin anno per anno furono:
- 1902 - 13 esemplari;
- 1903 - 184 esemplari;
- 1904 - 712 esemplari;
- 1905 - 1.098 esemplari;
- 1906 - 1.283 esemplari;
- 1907 - 1.059 esemplari;
- 1908 - 1.895 esemplari;
- 1916 - 3.836 esemplari;
- 1919 - 9.177 esemplari;
- 1920 - 10.100 esemplari;
- 1921 - 8.545 esemplari;
- 1927 - 8.000 esemplari;
- 1929 - 14.000 esemplari;
- 1930 - 6.043 esemplari;
- 1931 - 1.100 esemplari;
- 1932 - 1.898 esemplari;
- 1933 - 1.330 esemplari.